# Мамедов, Эльдар Харун оглы
Эльдар Харун оглы Мамедов (азерб. Eldar Harun oğlu Məmmədov; 10 января 1968 — 24 февраля 1993) — азербайджанский офицер, лейтенант Пограничных войск Министерства национальной безопасности Азербайджанской Республики. Национальный Герой Азербайджана.

## Биография
Родился 10 января 1968 года в городе Баку. Окончил спецшколу имени Джамшида Нахичеванского. С 1985 по 1989 год курсант Рижского высшего военно-политического училища. С 1989 по 1991 год проходит военную службу в качестве офицера в Оренбургской области, в России. После возвращения в Азербайджан, Мамедов продолжает службу сначала в ракетных войсках, а затем в Главном управлении погранвойск Министерства национальной безопасности. Эльдар Мамедов героически погиб в ходе боевых действий, идущих в районе Мардакерта, 24 февраля 1993 года.
Указом президента Азербайджанской Республики от 11 декабря 1994 года Мамедову Эльдару Харун оглы было присвоено звание Национального Героя Азербайджана (посмертно).
Именем Эльдара Мамедова была названа 2-я застава пограничного отряда села Гёйтепе Государственной пограничной службы.

Могила Эльдара Мамедова на Аллее Шехидов в Баку
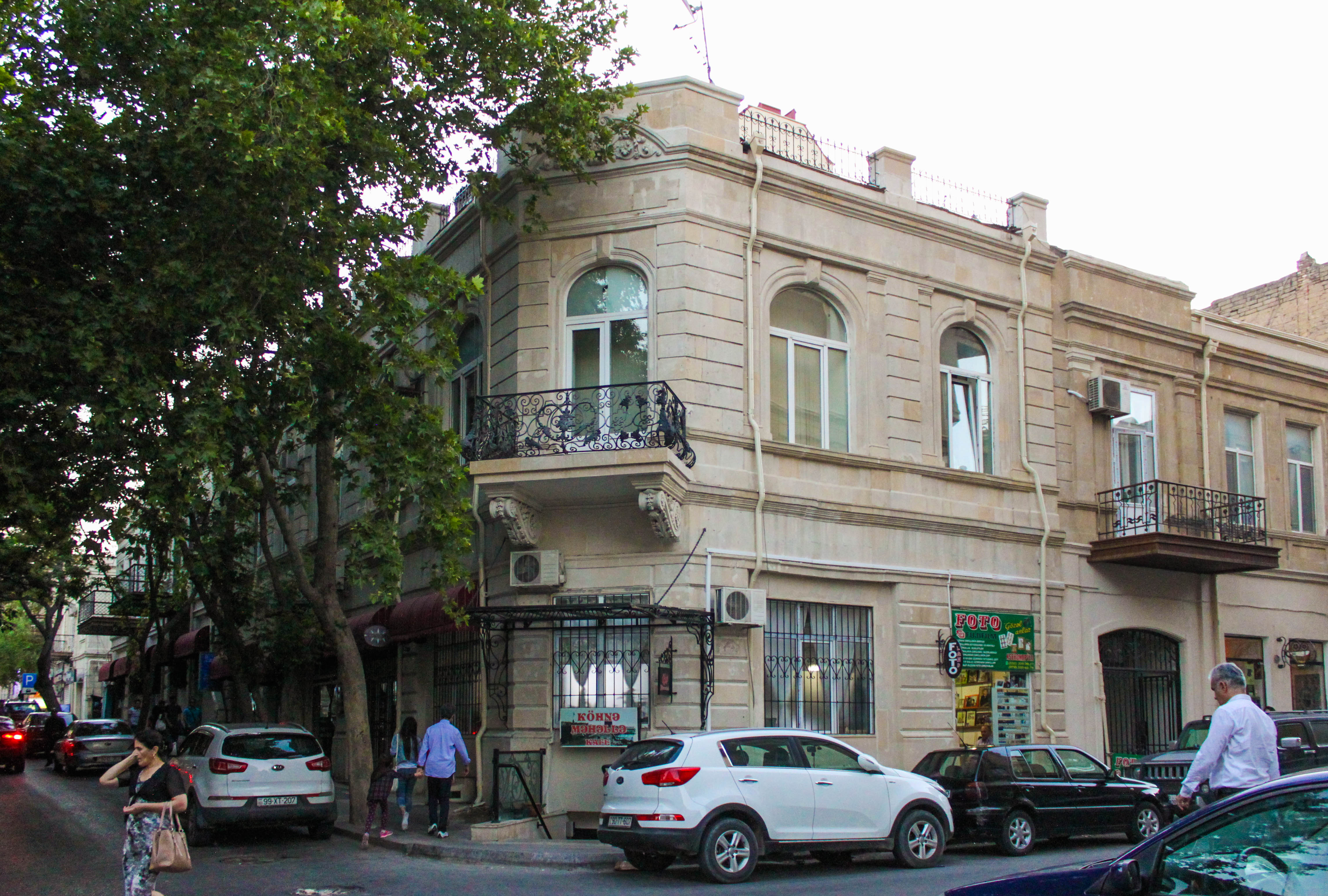
Дом в Баку, в котором жил Эльдар Мамедов. Ул. Низами
Мемориальная доска на стене дома в Баку, в котором жил Эльдар Мамедов